# Pediculus humanus
Pediculus humanus este o specie de păduche care îi infectează pe oameni. Ea cuprinde două subspecii:
- Pediculus humanus humanus Linnaeus, 1758 – păduche de corp
- Pediculus humanus capitis De Geer, 1767 – păduche de cap